# Riverside (Oregon, Umatilla megye)
Riverside az Amerikai Egyesült Államok Oregon államának Umatilla megyéjében elhelyezkedő statisztikai település, a Pendleton–Hermiston mikrostatisztikai körzet része. A 2020. évi népszámláláskor 189 lakosa volt.

## Népesség
| Lakosok száma | 189  | 199  | 213  |
|               | 2000 | 2010 | 2020 |